# سياسة التأشيرات في السودان
سياسة التأشيرات في السودان تجب على الزائرين إليها الحصول على تأشيرة من واحدة من البعثات الدبلوماسية السودانية في بلادهم ما لم يأتي من واحدة من الدول المعفاة من التأشيرة.

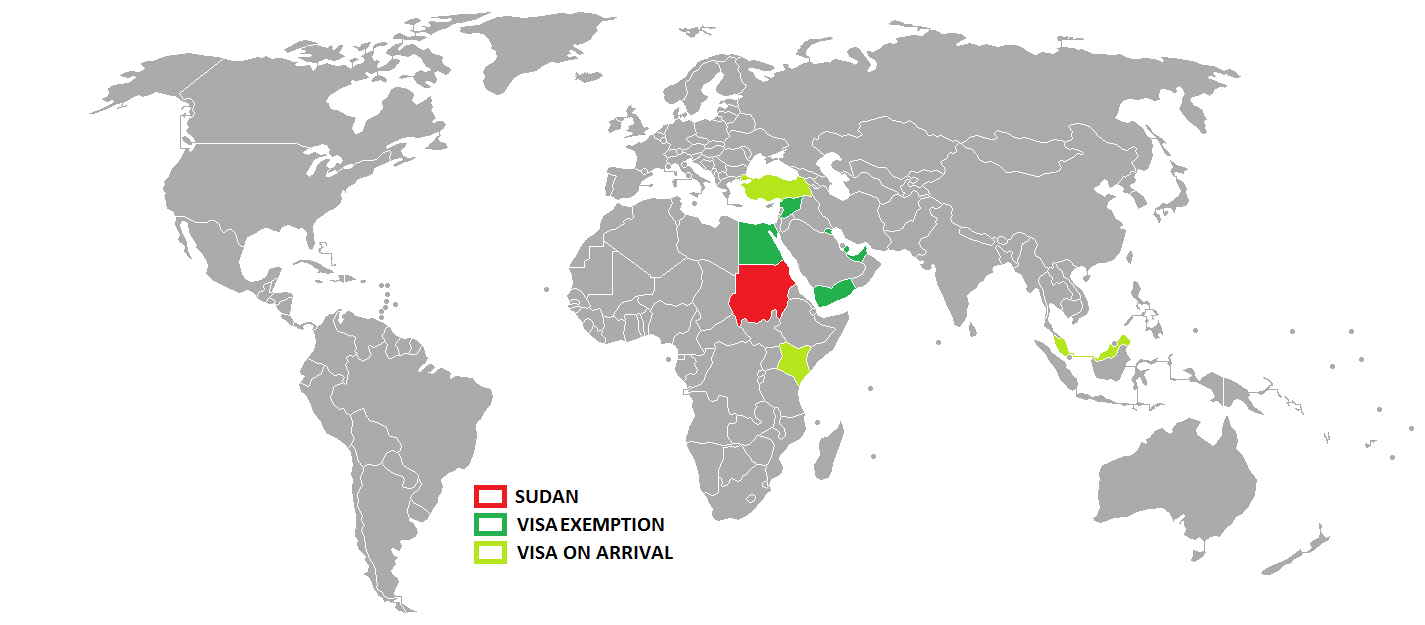
سياسة السودان لمنح تأشيرات:
السودان
بدون تأشيرة
تأشيرة عند الوصول
تأشيرة مطلوبة قبل السفر

## الإعفاء من التأشيرة
يمكن للمواطنين من البلدان التالية زيارة السودان بدون تأشيرة:
- مصر: مسموح للمواطنين زيارة السودان بدون تأشيرة لفترة مفتوحة، ويمكن للمصريين التنقل والإقامة بحريّة داخل السودان بدون شروط.[1][2]
- سوريا: مسموح للمواطنين القادمين مباشرة من سوريا الزيارة بدون تأشيرة لمدة تصل إلى شهر.[3]
- قطر: مسموح للمواطنين الزيارة بدون تأشيرة لمدة تصل إلى شهر.[4]

لا يحتاج حاملي جوازات السفر الدبلوماسية والرسمية أو الخاصة تأشيرة لدخول السودان لرعايا هذه الدول:
| - مصر - تونس - الجزائر - بنين - بوركينا فاسو | - تشاد - جيبوتي - إرتريا - إثيوبيا - توغو | - غامبيا - غينيا - ليبيا - مالي - المغرب | - النيجر - نيجيريا - السنغال - جمهورية الكونغو - جمهورية إفريقيا الوسطى |  |

## تأشيرة عند الوصول
يمكن لمواطني البلدان التالية يمكن الحصول على تأشيرة دخول لدى وصولهم إلى أي من المطارات أو الموانئ أو المعابر السودانية:
- إرتريا [5]
- كينيا [6]
- ماليزيا [7]
- تركيا [8]
- الإمارات العربية المتحدة [9]

## حظر دخول
- العالم: يتم رفض دخول أي زائر للسودان من أي بلد إذا كان يحمل وثائق سفر تحتوي على تأشيرة إسرائيلية صالحة أو منتهية الصلاحية، أو أي دليل على زيارته لإسرائيل.[10]
- إسرائيل: يتم رفض دخول أو عبور المواطنين الإسرائيليين، حتى لو لم يغادر الطائرة.[11]